# Cassady McClincy
Cassady McClincy, född 1 september 2000 är en amerikansk skådespelerska som är mest känd för sin roll som Lydia i TV-serien The Walking Dead sedan 2019. Hon är också känd för sin roll i Netflix-serien Ozark (2017).
McClincy dök upp i en liten roll i sjätte säsongen av Drop Dead Diva. Hon framställde också i en annan återkommande roll under den första säsongen av Constantine.

## Filmografi

### Film
| År   | Titel       | Roll   | Anmärkningar |
| ---- | ----------- | ------ | ------------ |
| 2018 | Love, Simon | Jackie |              |

### TV
| År      | Titel            | Roll             | Anmärkningar                                                |
| ------- | ---------------- | ---------------- | ----------------------------------------------------------- |
| 2017    | Daytime Divas    | Tandy Ainsley    | Återkommande (säsong 1)                                     |
| 2018    | Castle Rock      | Ung Molly Strand | Återkommande (säsong 1)                                     |
| 2019–nu | The Walking Dead | Lydia            | Återkommande (säsong 9) Huvudroll (säsong 10–nu) 22 avsnitt |